# Morris Minor
La Minor è un'autovettura prodotta dalla Morris dal 1928 al 1934 e dal 1948 al 1971. Dato che Morris faceva parte della BMC, il modello è stato prodotto con diversi marchi, fra cui Austin 6cwt. La Minor è stata la prima auto britannica a raggiungere il milione di esemplari prodotti.

## Storia
La prima serie della Minor, prodotta dal 1928 al 1934, è stata disponibile in due versioni. Dal 1928 al 1932 il modello aveva infatti installato un motore a quattro cilindri in linea da 847 cm³ di cilindrata con distribuzione monoalbero. In seguito la Minor venne fornita con un motore analogo, ma a valvole in testa. Del primo tipo vennero assemblati 39.087 esemplari, mentre del secondo 47.231. In totale, di questa serie, vennero prodotti 86.318 esemplari. Questa prima generazione di Minor venne commercializzata per rispondere al successo dell'Austin 7, e si collocò nella fetta di mercato delle auto di piccole dimensioni, che venne creato dal modello Austin citato. Sebbene la Morris avesse il sito produttivo ubicato a Cowley, vicino a Oxford, il telaio ed il gruppo motopropulsore erano realizzati da una compagnia sussidiaria, l'EG Wrigley di Birmingham. La produzione terminò nel 1934, e questa prima serie del modello venne sostituita dalla Morris Eight.

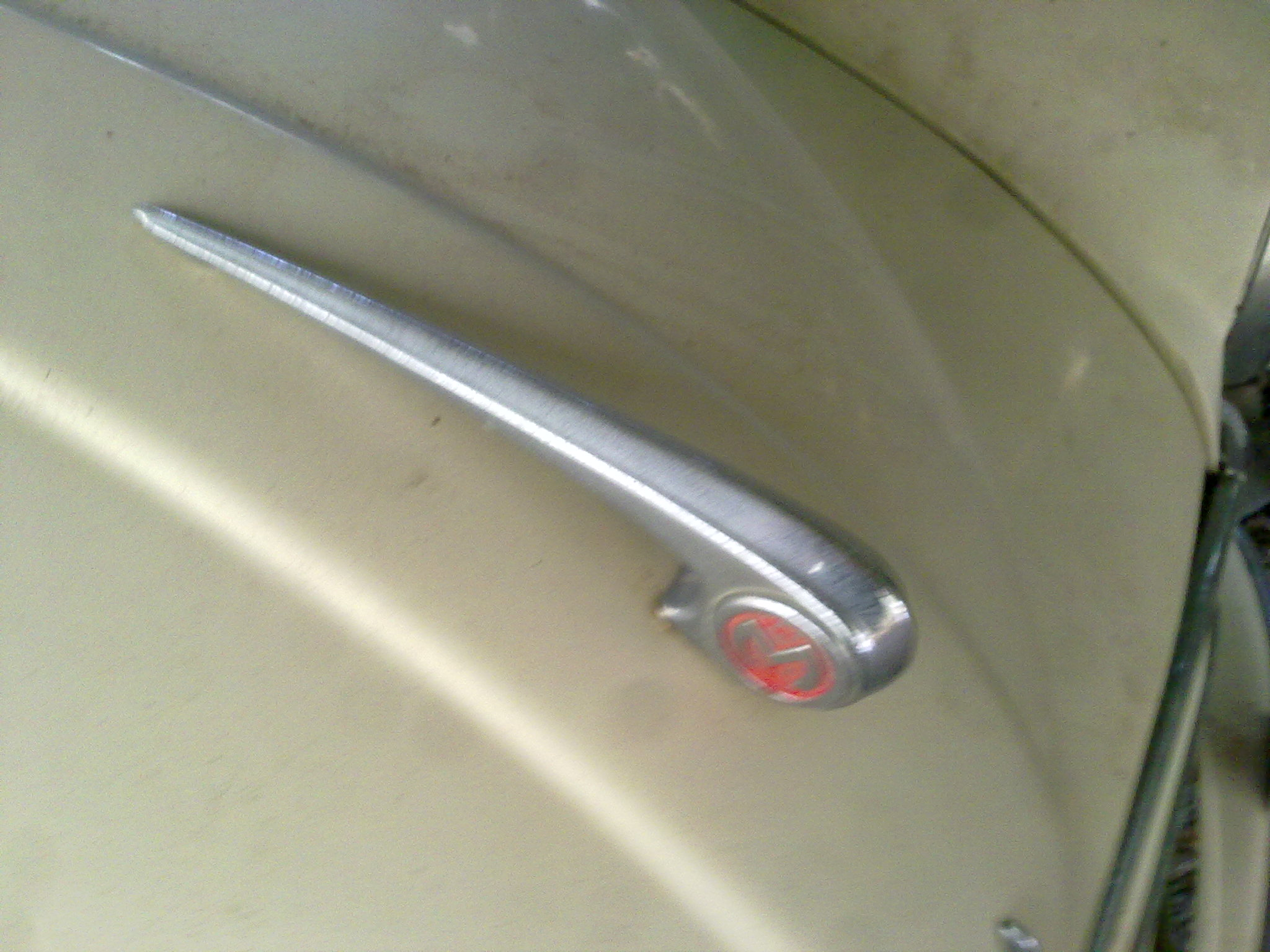
Ornamento della Morris Minor

La Minor venne reintrodotta nel 1948. Questa nuova serie fu presentata al pubblico al salone dell'automobile di Londra il 20 settembre dell'anno citato. Progettata da Alec Issigonis, di questa Minor rinnovata vennero prodotte tre serie: la MM (1948), la Serie II (1952) e la 1000 (1956). In totale, di queste tre generazioni, furono prodotti 1,368,291 esemplari, che vennero assemblati in Inghilterra e Australia. Questa nuova generazione apparteneva alla categoria di auto compatte, e sostituì la Morris Eight.
Questo modello di Issigonis combinava un lusso relativo, con l'affidabilità di una vettura che era collocata sul mercato ad un prezzo abbordabile. Possedeva inoltre un'ottima guidabilità, anche in curva. Il prototipo della Minor di Issigonis venne denominato Morris Mosquito. Questa serie della Minor fu il primo modello britannico a raggiungere il milione di esemplari venduti, e venne esportato in tutto il mondo in molte varianti. Politiche interne della BMC, cioè del gruppo a cui apparteneva il marchio Morris, portarono ad una limitata diffusione del modello in Nord America. La produzione in Inghilterra iniziò a Cowley, e venne in seguito trasferita a Birmingham.
Questa serie della Minor venne definite un esempio dell'"Englishness" (che, in italiano, si può tradurre in "rappresentante della quintessenza inglese") e un'icona britannica.
Il modello, a motore anteriore e trazione posteriore, uscì definitivamente di produzione nel 1971 e fu sostituito dalla Morris 1100 e dalla Morris Marina. L'ultima Morris Minor, una versione commerciale, venne assemblata a Nelson, in Nuova Zelanda, nel 1974.

## La prima Morris Minor (1928–1934)
La prima Minor venne introdotta nel 1928. Il motore era basato su analoghi propulsori Wolseley. Esso venne quasi completamente riprogettato, ed era, con i suoi 847 centimetri cubici, molto più piccolo di ogni altro motore Wolseley in commercio all'epoca. Possedeva un singolo carburatore SU, valvole in testa e l'accensione a bobina. Il motore produceva 20 CV a 4.000 giri al minuto. La velocità massima del veicolo era di 88 km/h. L'impianto elettrico era a 6 V.
Il telaio era in acciaio e le sospensioni erano a balestra su tutte e quattro le ruote, con un assale rigido sia all'avantreno che al retrotreno. I freni, agenti anch'essi su tutte e quattro le ruote, operavano attraverso un cavo. Inizialmente, le uniche carrozzerie disponibili erano berlina e torpedo. Al momento del lancio al salone dell'automobile di Londra, nel 1928, la berlina costava 135 sterline, mentre la torpedo 125 sterline. Le carrozzerie in acciaio vennero introdotte nel 1930.
Il motore soffriva di infiltrazioni di olio nella dinamo, e quindi nel 1931 fu rivisto. Ora le valvole erano laterali, e la potenza era circa la stessa, cioè 19 CV a 4.000 giri al minuto. Inizialmente, entrambe le versioni dei motori vennero vendute contemporaneamente; fino al 1932, infatti, i propulsori a valvole in testa vennero ancora montati sui modelli a quattro porte. Nello stesso anno, furono introdotti i freni idraulici, e ciò contraddistinse la Minor dall'Austin 7, che invece aveva installato dei freni azionati a cavo. Il basso costo del motore permise la commercializzazione di una versione a due porte.
Nel 1932 il modello fu oggetto di un restyling che coinvolse la linea della carrozzeria, la quale divenne più arrotondata. Nell'occasione, il serbatoio del carburante fu spostato dalla zona in prossimità del parabrezza (sotto il cofano motore), alla parte posteriore della vettura. Venne installata una pompa elettrica. Nel 1933 un cambio a quattro rapporti sostituì la precedente trasmissione a tre velocità, perlomeno sui modelli più costosi. Nel 1934 furono disponibili i rapporti sincronizzati per le marce più alte.
Questa prima serie della Minor venne sostituita dalla Morris Eight nel 1934. Nel 1948, venne introdotta una nuova Minor, questa volta disegnata da Alec Issigonis.

## La Minor MM (1948–1953)

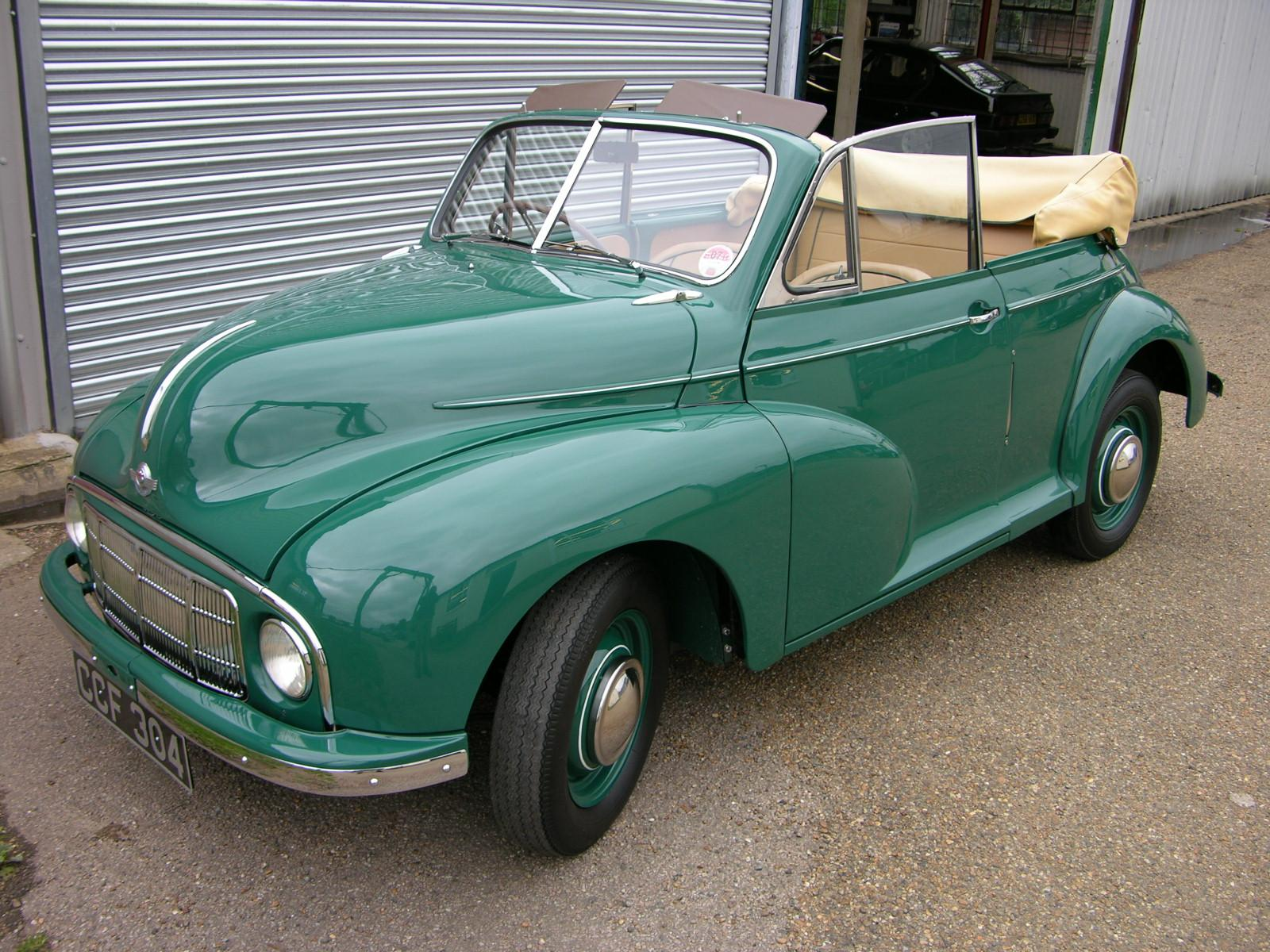
Morris Minor MM cabriolet del 1949

La seconda serie della Minor, denominata Minor MM, è stata in produzione dal 1948 al 1953 e venne prodotta a Oxford. Era offerta in versione quattro posti, con carrozzeria berlina due porte e, dal1950, a quattro porte, e cabriolet due porte. Le sospensioni anteriori a barra di torsione e la costruzione a monoscocca erano condivise con la più grande Morris Oxford. Sebbene il vano motore della Minor MM fosse stato progettato per accogliere un motore a cilindri contrapposti, alla fine, durante una fase dello sviluppo della vettura, si decise di dotare il veicolo di un motore in linea a quattro cilindri da 918 cm³ di cilindrata e valvole laterali. Questo motore erogava 27,5 CV di potenza e 53 N•m di coppia, che consentiva al modello di raggiungere 103 km/h. Il consumo medio di carburante era di 7,1 L/100 km. I freni erano a tamburo sulle quattro ruote.
I primi esemplari possedevano una sezione verniciata al centro dei paraurti per differenziare le auto di produzione dai prototipi. L'esportazione negli Stati Uniti cominciò nel 1949 grazie allo spostamento dei fanali anteriori dalla calandra, alla parte superiore dei parafanghi. Ciò fu dovuto per consentire al modello di essere conforme alle locali leggi sulla sicurezza. Nel 1950 comparve una versione a quattro porte, inizialmente indirizzata per le esportazioni, che possedeva i fari anteriori posizionati come sopra accennato. Questa disposizione dei fanali anteriori diventò comune su tutte le Minor MM dal 1951. Fin dall'inizio, le Minor MM avevano degli indicatori di direzione a bacchetta invece che luminosi, e questa caratteristica persistette fino al 1961.
Un'innovazione della fine degli anni cinquanta fu la pompa dell'acqua, che sostituì il sistema a gravità. Ciò permise alla Morris di offrire, tra gli optional, l'impianto di riscaldamento dell'abitacolo.
Un esemplare venne provato dalla rivista The Motor nel 1950. Durante il test venne registrata una velocità massima di 94,5 km/h ed un'accelerazione da 0 a 80 km/h di 29,2 secondi. Il consumo di carburante fu di 6,7 L/100 km.

## La Minor Serie II (1952–1956)
Nel 1952 la Minor fu aggiornata e venne dotata un nuovo motore. Quest'ultimo, progettato dall'Austin, era in linea a quattro cilindri e possedeva una cilindrata di 803 cm³. La potenza e la coppia erogate erano, rispettivamente, 30 CV a 4.800 giri al minuto e 54 N•m a 2.400 giri al minuto.
A differenza del propulsore della serie precedente, che era a valvole laterali, questo nuovo motore era a valvole in testa. Questo motore era stato progettato per la Austin A30, ma diventò disponibile anche per il marchio Morris dopo che le due case automobilistiche si fusero nella BMC.
Oltre alle carrozzerie disponibili per la serie precedente, venne introdotta una versione familiare, conosciuta come Traveller. Oltre a questa, furono offerte versioni pick-up e furgonetta. La Traveller possedeva una struttura esterna in frassino, e due portiere posteriori incernierate lateralmente. Questa parte in legno non era verniciata, ma smaltata.
La calandra venne modificata nell'ottobre del 1954. Nell'occasione venne installato un nuovo cruscotto con un tachimetro centrale.
Un esemplare quattro porte berlina venne provato dalla rivista The Motor nel 1952. Durante il test venne registrata una velocità massima di 100 km/h ed un'accelerazione da 0 a 80 km/h di 28,6 secondi. Il consumo di carburante fu di 7,19 L/100 km. Il modello utilizzato nel test costava 631 sterline.
Questa serie di Minor venne assemblata a Oxford ed a Birmingham.

## La Minor 1000 (1956–1971)

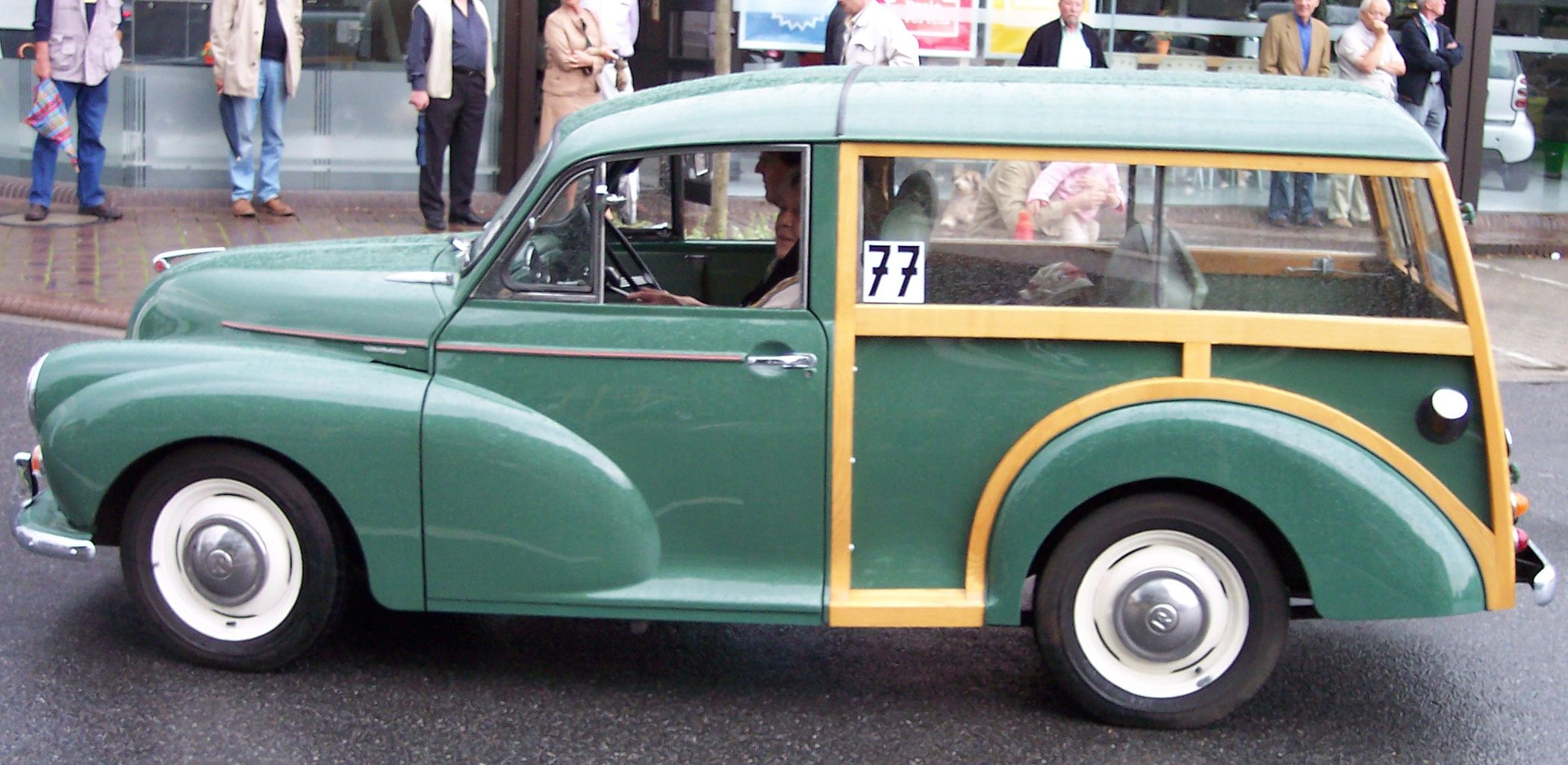
Una Morris Minor 1000 Traveller (familiare)

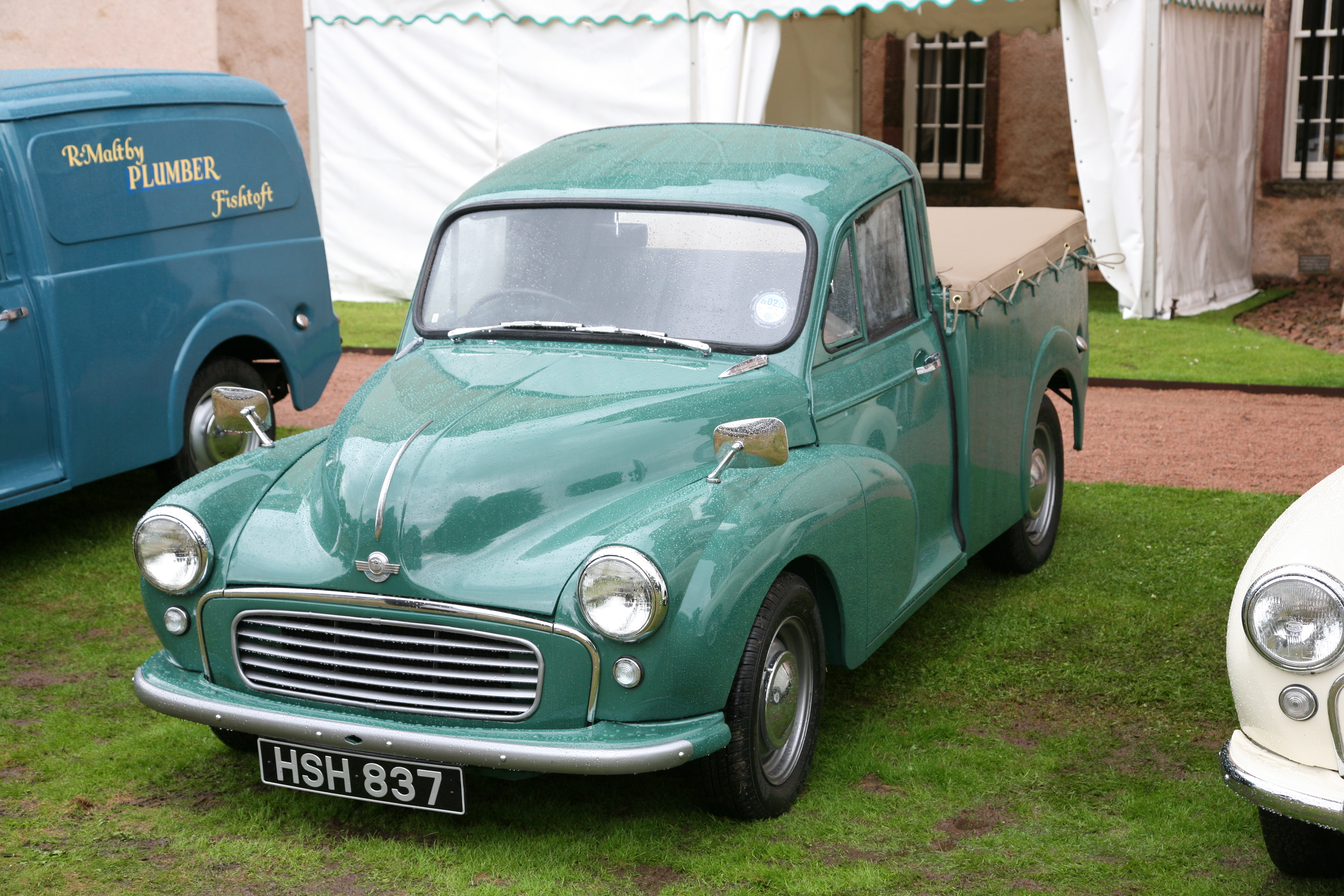
Una Morris Minor 1000 pickup

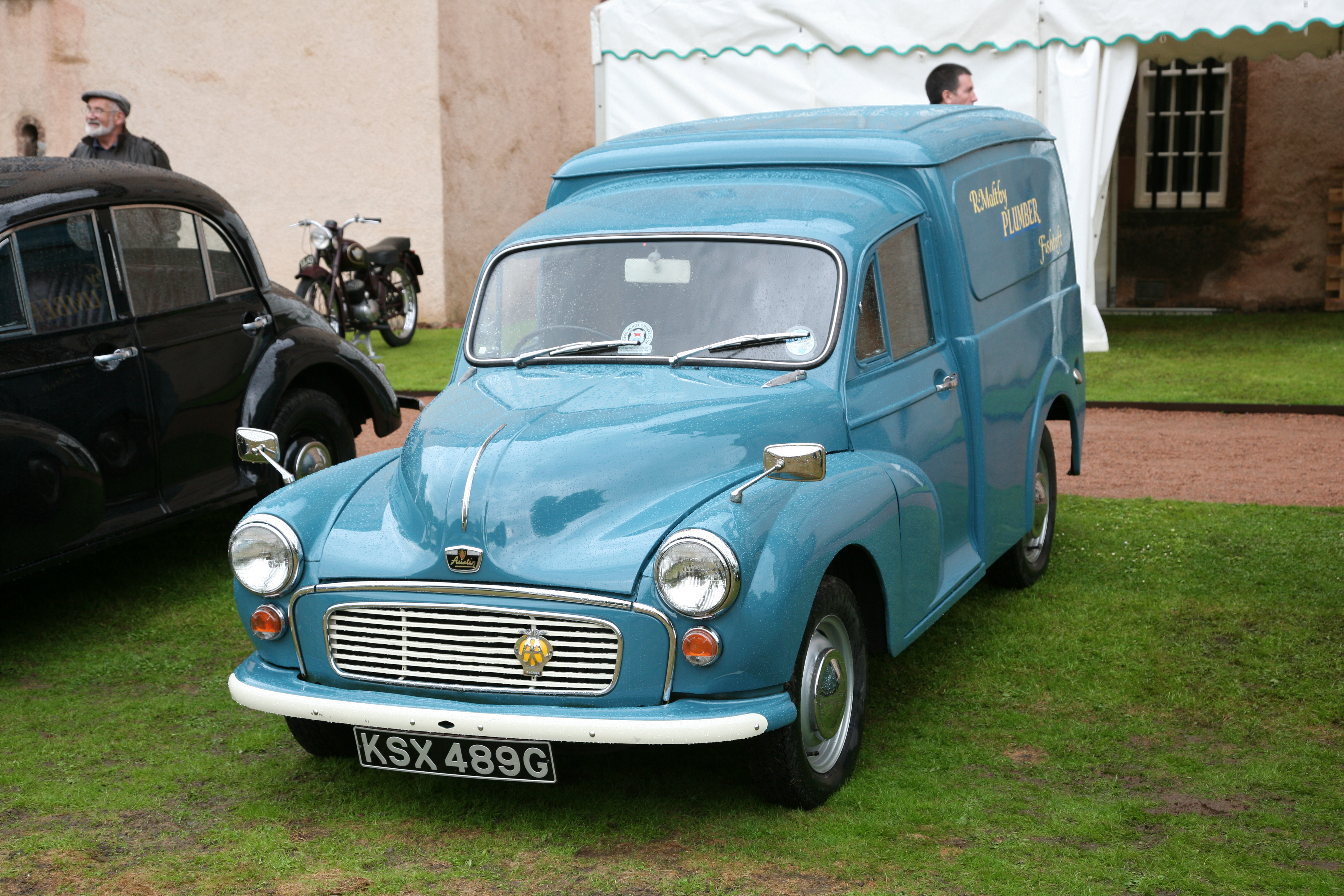
Una Morris Minor 1000 furgonetta

Il modello venne aggiornato nuovamente nel 1956. Nell'occasione, la cilindrata del motore venne incrementata a 948 cm³. Anche questo propulsore era in linea a quattro cilindri. Il parabrezza, che in precedenza era formato da due pezzi, ora era curvo ed era formato da un solo pezzo. Il lunotto venne allargato. Nel 1961 gli indicatori di direzione a bacchetta vennero sostituiti dalle più classiche luci intermittenti. Queste ultime erano rosse al retrotreno (utilizzavano un filamento delle luci di stop) e bianche all'avantreno (queste invece usufruivano di un filamento delle luci anteriori). Ciò era legale nel Regno Unito ed in molti altri mercati, come in Nuova Zelanda. Una versione di livello superiore, derivante dalla Minor, fu commercializzata come Riley One-Point-Five e Wolseley 1500. Una versione di quest'ultima fu invece prodotta dalla BMC Australia come Morris Major e Austin Lancer.
Nel 1962 il modello fu aggiornato. Sebbene il nome Minor 1000 fosse stato mantenuto, i cambiamenti furono tali, che determinarono l'applicazione di un nuovo nome interno (ADO 59). Il motore venne aggiornato, ed ora aveva una cilindrata di 1.098 cm³ grazie all'aumento della corsa e l'alesaggio. Il consumo di carburante aumentò, ma venne incrementata anche la velocità massima, che ora toccava i 124 km/h. Venne aggiornato anche il cruscotto, il pannello strumenti e l'impianto di riscaldamento.
Questa serie di Minor venne assemblata a Oxford ed a Birmingham.
Su base Minor 1000 convertible troviamo la cabrio sportiva Kilo Sports Tourer, costruita su licenza della casa madre in poche officine specializzate autorizzate in Cornovaglia. Era una serie numerata prodotta in soli 14 esemplari su ordinazione, con diverse opzioni a scelta (dai vetri, alla capote, agli interni, alle strumentazioni). Il motore veniva dalla sorella mini cooper s 1275cc oppure Marina 1350cc. Il peso a secco era di 560 kg con una potenza di poco inferiore ai 100cv. La biposto richiamava le linee anni '30 e grazie al suo assetto basso risultava maneggevole e con una buona accelerazione. L'unico esemplare a livello di prototipo conosciuto risiede nel museo di Boadmin in Cornovaglia. 

### Motorizzazioni della Morris 1000
- 1956–1962: 948 cm³ di cilindrata, A-Series, quattro cilindri in linea, 37 CV di potenza a 4.750 giri al minuto e 68 N•m di coppia a 2.500 giri al minuto;
- 1962–1971: 1098 cm³ A-Series, quattro cilindri in linea, 48 CV a 5.100 giri al minuto e 81 N•m a 2.500 giri al minuto.

### La milionesima Minor
Nel febbraio 1961 la Morris Minor diventò il primo modello britannico a vendere più di 1.000.000 di esemplari. Per commemorare il traguardo, venne predisposta una serie speciale di 350 esemplari a due porte (uno per ogni concessionario britannico della Morris), che erano caratterizzati dall'avere la scritta "Minor 1,000,000" posizionata lateralmente sul cofano, in sostituzione della dicitura standard "Minor 1000". La milionesima Minor fu donata all'Unione nazione dei giornalisti britannici con l'obbiettivo di metterla all'asta. Il ricavato andò ad un fondo per orfani e vedove.

## Il declino e la sostituzione
Durante il periodo in cui il modello fu prodotto, le vendite calarono costantemente. L'ultima cabriolet fu prodotta il 18 agosto 1969, mentre l'ultima berlina venne assemblata l'anno successivo. La produzione delle familiari e delle versioni commerciali cessò nel 1971, perlomeno nel Regno Unito, sebbene esemplari di tutti i modelli furono disponibili nei concessionari fino ad esaurimento scorte. Comunque, l'ultima Morris Minor, una versione commerciale, venne assemblata a Nelson, in Nuova Zelanda, nel 1974.
La Minor fu ufficialmente sostituita dalla Morris Marina, che fu sviluppata come risposta alla Ford Escort. In pratica, però, il modello successore fu la BMC Ado 16, dato che si collocava nella stessa fascia di mercato della Minor.

## La sicurezza

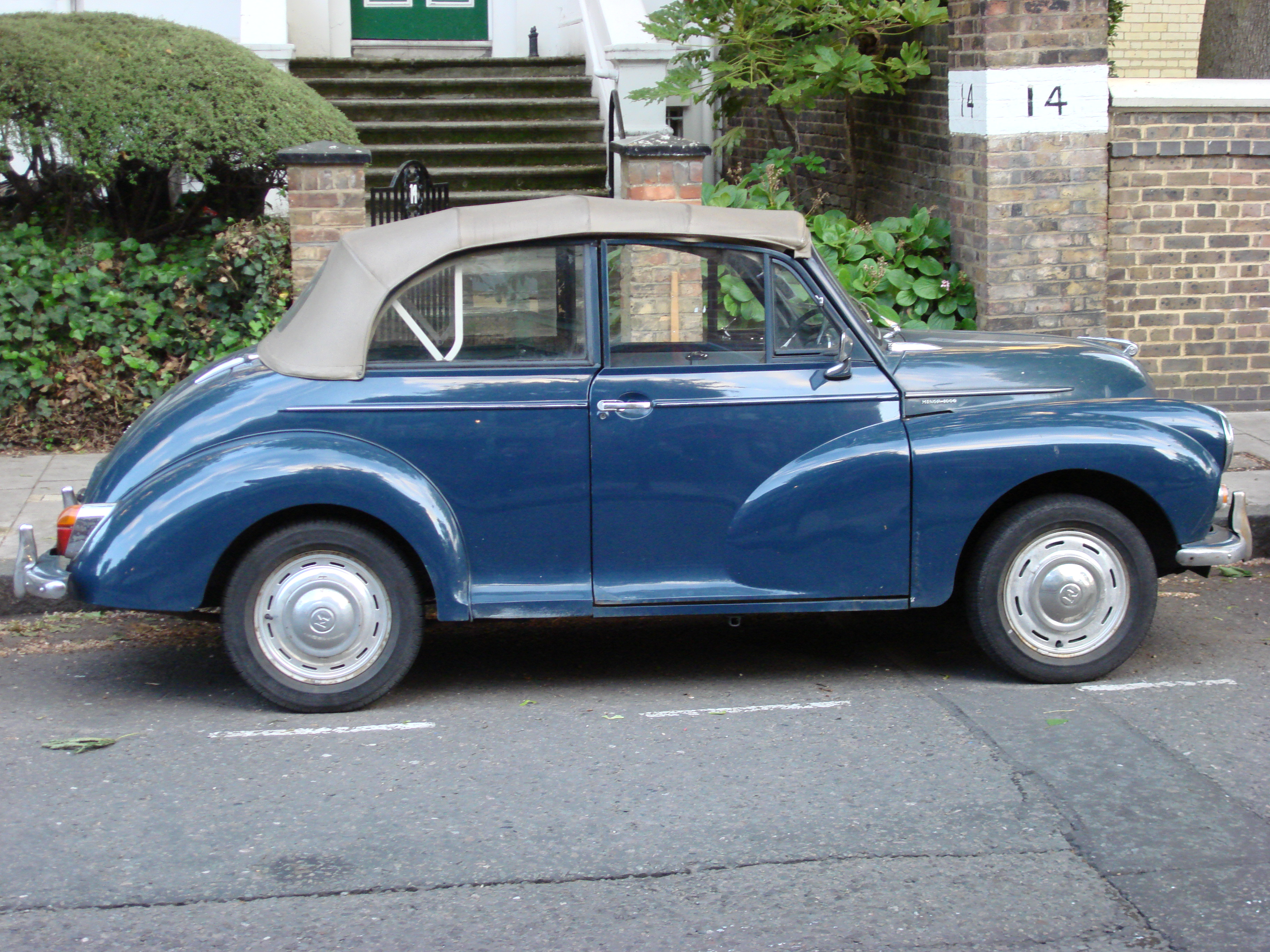
Una Morris Minor cabriolet

Nonostante dal 1948 al 1971 ci fossero stati quattro importanti restyling, la Minor ha posseduto, per la sicurezza, pochi accorgimenti ed un numero limitato di dispositivi.
Le cinture di sicurezza vennero introdotte nei primi anni sessanta. La struttura a monoscocca era piuttosto rigida, e quindi non assorbiva molto l'energia scaturita da eventuali urti.  Per un breve periodo, nel 1968, lo spessore delle lamiere del cofano e delle portiere venne ridotto da 1,2 mm ad 1 mm. Ciò fu fatto per creare una zona che si sarebbe deformata in caso di urto, che avrebbe assorbito in parte l'energia della collisione.
In Canada, il modello fu appesantito per venire incontro alle leggi locali. Inoltre, nel paese citato, i modelli avevano installato delle luci anteriori più alte e più luminose, per incrementare la visibilità in caso di nebbia e durante i bui inverni canadesi.
In Australia i modelli avevano invece dei vetri sicurezza, in conformità con i regolamenti locali.

## Le versioni commerciali
Dal 1953 alla fine della produzione, vennero assemblati delle versioni pick-up. Erano veicoli commerciali destinati a piccoli uomini d'affari. Comunque, molti esemplari vennero acquistati da grandi compagnie. Vennero realizzati anche delle versioni furgonetta, che furono popolari presso il General Post Office.
Sia le versioni pick-up che quelle furgonetta non avevano una costruzione a monoscocca come sulle berline e sulle familiari, bensì un telaio separato. Oltre a questo, c'erano delle differenze anche nella meccanica.A partire dal 1968,dalla fine cioè della produzione dei corrispondenti modelli su base Austin A35,le versioni Minor pick-up e furgonetta ebbero il marchio,le scritte e la griglia del radiatore Austin.